# Maison Teltscher

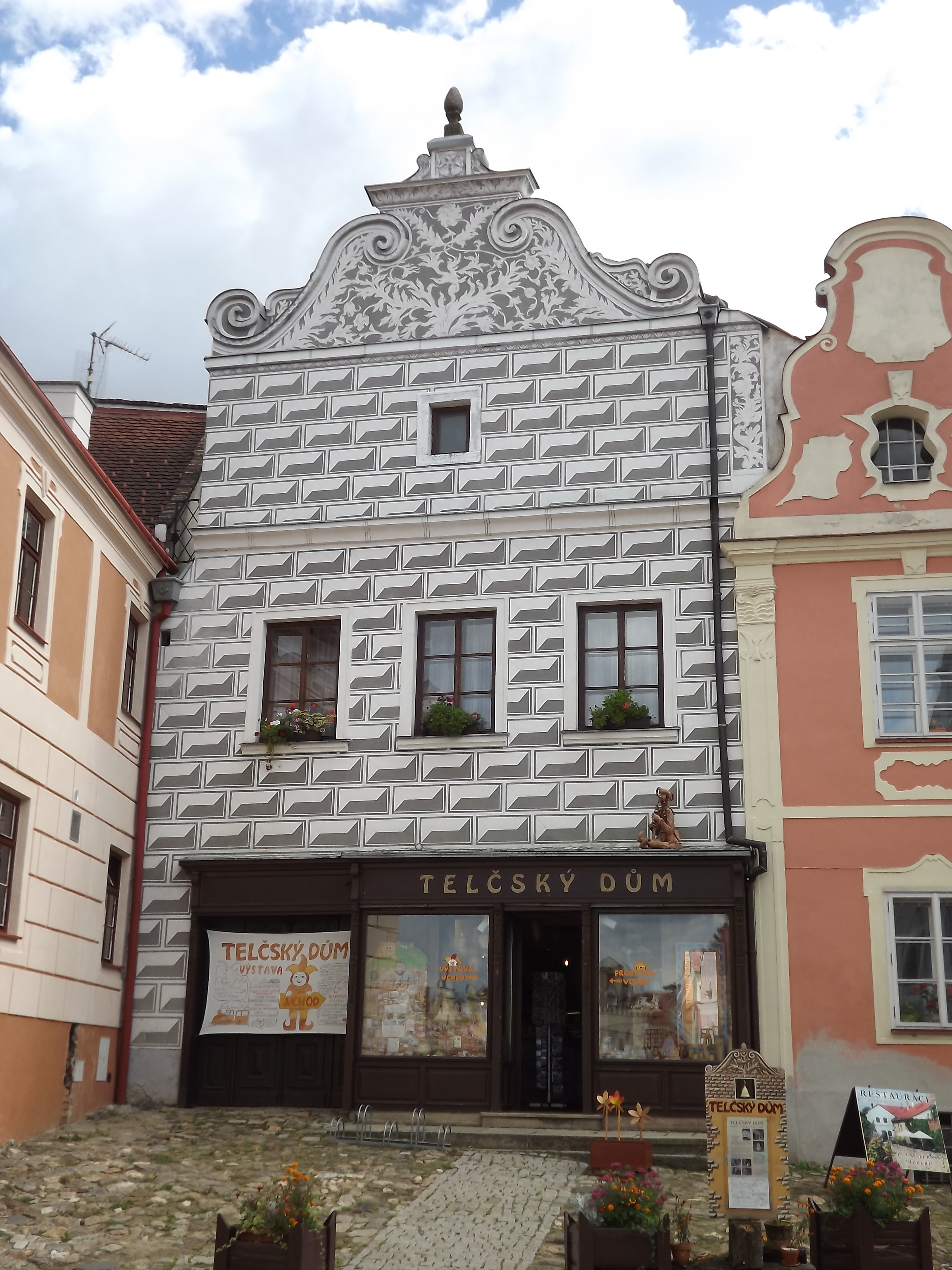
Maison Teltscher à Telč.

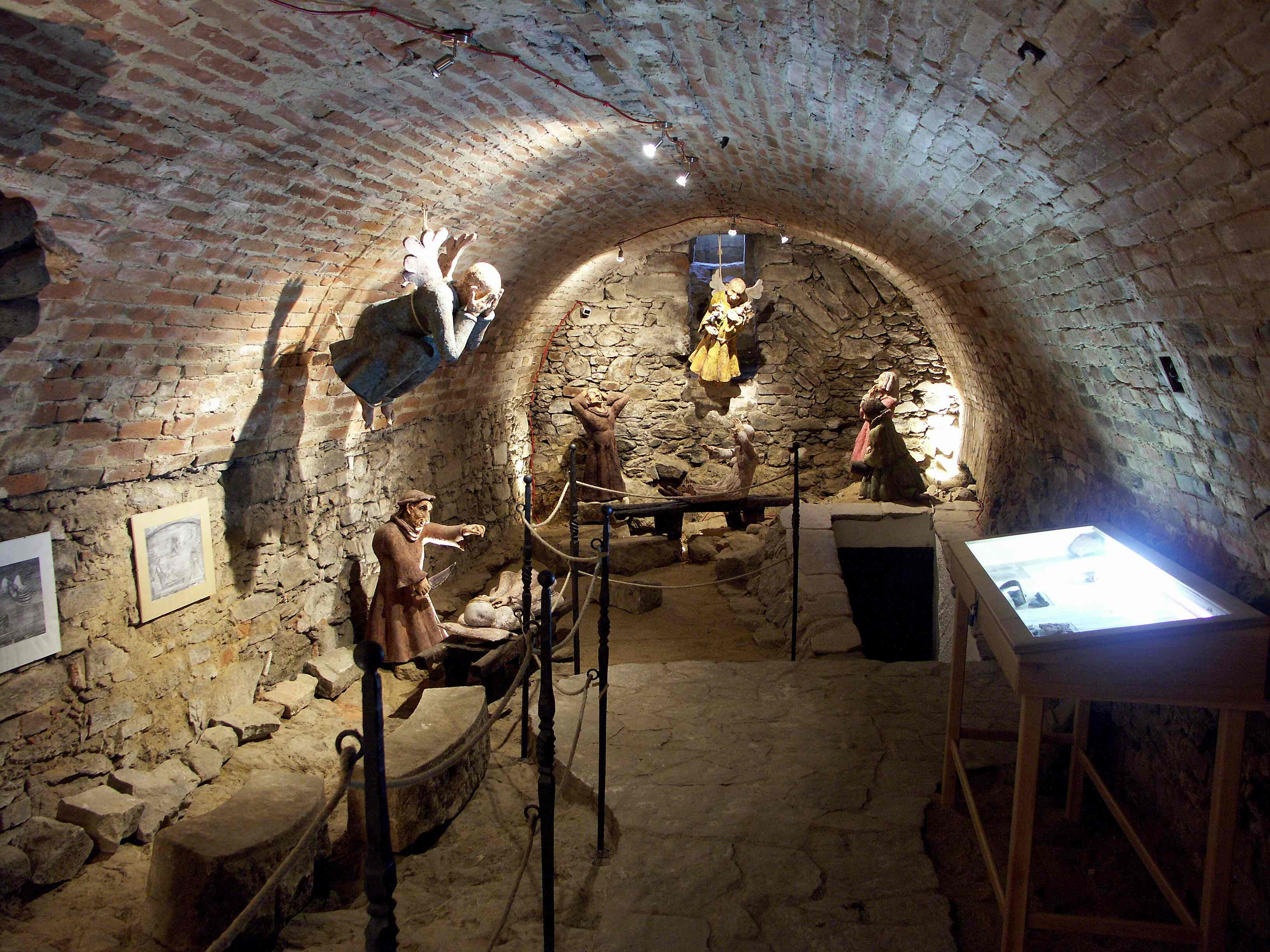
Cave voûtée.

La maison Teltscher (en Tchèque Telčský dům) à Telč (allemand Teltsch), une ville tchèque du district de Jihlava de la région d'Olomouc, date du XVIIe siècle. Située sur la place du marché (numéro 31), elle est un monument culturel protégé. 
Une exposition sur l'histoire de Telč et de ses environs peut être vue dans la maison. L'ancienne cave voûtée est particulièrement intéressante.

## Liens web
- Sites touristiques à Telč